# The Berliner
The Berliner bis März 2024 Exberliner ist ein seit 2002 existierendes englischsprachiges Berliner Stadtmagazin. Es erscheint alle zwei Monate, ist berlinweit in Zeitungsläden und Buchhandlungen erhältlich und wird auch durch Straßenverkäufer angeboten. Des Weiteren kann es abonniert werden. Es hat eine Auflage von 30.000 Stück.

## Geschichte
Das Exberliner wurde im Jahr 2002 von drei englischsprachigen Journalisten aus Großbritannien, Rumänien und Frankreich gegründet, damals noch gratis und unter dem Namen The Berliner. Weil dies aber bereits ein eingetragener Markenname war, musste der Name geändert werden. Exberliner ist ein Wortspiel zwischen „expatriate“ (engl.: im Ausland Lebender) und Berliner: „Exberliner sollte eine Mischung von New Yorker und dem Village Voice werden.“ (Ioanna Veleanu: Deutschlandfunk)

## Inhalt
Inhaltlich bietet es einen Kulturkalender, Programmführer, informativen Journalismus, Meinungen, Rezensionen und eine Auswahl von Kleinanzeigen. Es werden jeden Monat auch Partys oder andere Kultur-Veranstaltungen (wie z. B. Lesungen auf Englisch, sowie Konzerte im Kaffee Burger) organisiert.
Die Zielgruppe sind vor allem Ausländer bzw. sogenannte Expats, aber auch englischsprechende Deutsche und Touristen.